# Flygjournalisternas Klubb
Flygjournalisternas Klubb (FJK) bildades 1941 på initiativ av Bengt G:son Nordenskiöld.
Runt 1930- och 1940-talen fanns flera specialiserade flygjournalister på de större tidningarna, med den enda uppgiften att bevaka utvecklingen på flygets område. Till de första "svenska" flygjournalisterna räknas Harald Martin som bevakade flygutvecklingen för Teknisk Tidskrift och Erik Pallin som skrev om sin flygning med Georges Legagneux i Stockholm 1909. Bland andra flygjournalister märks Stockholms-Tidningens Birger Brinck, signaturen Beson, som omkom i Hindenburg-olyckan 1937, Hans Ostelius och Yngve Norrvi.
Nordenskiölds avsikt med föreningen var att via pressträffar förmedla förtrolig information och ge bakgrundsinformation till händelser som nödvändigtsvis inte behövde publiceas på grund av andra världskriget. Efter kriget var behovet av klubben inte lika stort, och den upphörde nästan. Saabs informationschef Hans Andersson och flygvapnets informationschef Ulf Björkman (militär) beslöt efter klubben varit vilande i cirka 15-år att försöka väcka den till liv. För att bli medlem är intagningskraven i klubben mycket hårda. De sökande måste redogöra för sina flygjournalistiska meriter samt tillstyrkas av två tidigare medlemmar. Klubben har drygt 150 medlemmar spridda i olika medier. Vid sidan av journalistisk verksamhet har klubben bidragit med stöd till flygsporten. 1962 överlämnade klubben Carl Cederströms silverpokal från Gävle stad 1911 till Flygvapnet som vandringspris i flygmilitär femkamp.